# Handeni
Handeni – miasto w północno-wschodniej Tanzanii, w regionie Tanga. Według danych na rok 2012 liczyło 79 056 mieszkańców.